# 彰化縣歷史
彰化早期稱為半線或半線社之稱，半線這個名字是由從中國移民來的漢人所取的，並非從當地原住民的漢音翻譯而來的。

## 史前時期
彰化縣最早由臺灣原住民族巴布薩族（Babuza）居住。彰化地區的史前考古研究，始自1933年已故地質學家林朝棨及日本學者早坂一郎在八卦山發現貝塚，至今已有七十餘年的歷史。經正式調查，發掘的史前遺址共計32處，涵蓋新石器時代長達5000年的牛罵頭文化、營埔文化及番仔園文化。

## 荷西時期
彰化縣在荷西時期，並沒有很穩定的農業設備及土地上的開發。

## 明鄭時期
1661年鄭成功奉明朝宗室，率領軍民來臺，設置承天府、萬年縣與天興縣，彰化屬天興縣。

## 清治時期
1684年清兵攻佔臺灣，將臺灣西部纳入清朝版圖，在今臺南市設立臺灣府，下設臺灣縣、鳳山縣、諸羅縣三縣隸屬清朝福建省。
1723年（雍正元年）間因來臺移民開墾人數漸多，清廷內部大臣開始建議在臺增設縣治管理，丁紹儀《東瀛識略》卷一、建置 疆域．建置，第3頁：「彰化縣本諸羅縣地。雍正元年，以土番相繼歸化，民居益繁，析縣屬虎尾溪北半線地方置縣，名彰化」。後來決議在諸羅縣境內另設新縣，以虎尾溪以北（此處虎尾溪指現今舊虎尾溪）、大甲溪以南，以「建學立師，以彰雅化」之意，取縣名為彰化，並以半線城（今彰化市）作為縣治所在地。於是開啟了彰化縣治之史。
1731年（雍正九年）因彰化縣城以北太過廣闊，人民洽公不便，故將原屬彰化縣大甲溪以北之地，悉歸淡水廳管理；此後約一百五十年，彰化縣治理範圍為大甲溪以南、虎尾溪以北。
1875年（光緒元年），臺灣人口日增，漢人開墾佔領之地日大；於是將臺灣北部增設臺北府，而仍屬臺灣府的彰化縣，則將八卦山脈以東之山區分設水沙連廳。
1885年（光緒十一年）臺灣建省，再將彰化縣靠海之鹿港增設鹿港廳治理。兩年後，1887年（光緒十三年），臺灣省繼而增設一府及一直隸州，將鹿港廳併入彰化縣，而將大肚溪以北的範圍，設臺灣縣（約今臺中市範圍），此時彰化縣範圍北界大肚溪、南臨虎尾溪，東靠八卦山，西方臨海。

## 日治時期

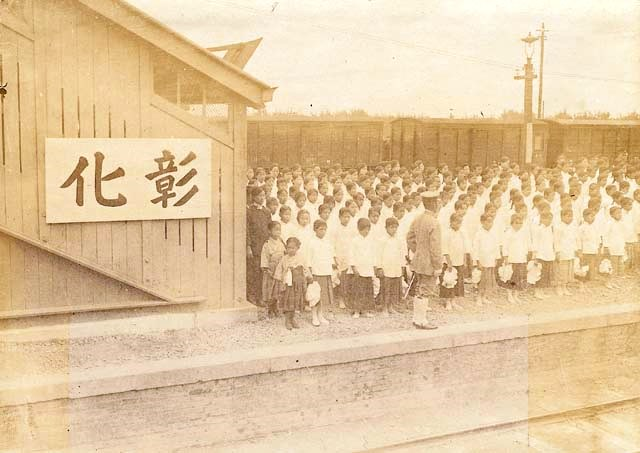
1923年彰化小學生於火車月台等候到訪的日本攝政皇太子裕仁

1895年清朝於甲午戰爭失利，與日本簽訂馬關條約割臺灣歸日本所有，日本重劃行政區，將臺灣簡單分置為台北、台灣、台南三縣與澎湖廳，彰化當時由台灣縣管轄。1901年再度重整行政區域，設立彰化廳，1909年與台中廳合併，彰化地區分屬五個支廳（彰化、鹿港、員林、北斗、二林）。1920年日本政府在台開始實施州、郡、街、庄制，將全台區分為5州3廳，彰化全境改隸臺中州，底下分設1州轄市（彰化市）3郡（彰化郡、員林郡、北斗郡）。爾後，日本政府在台行政區就為此為基準，無再變更。1930年代，彰化地區人口已突破百萬。

## 戰後時期
1945年日本投降，同年9月1日國民政府成立臺灣省行政長官公署，並重新畫定臺灣行政區以8縣（臺北縣、新竹縣、臺中縣、臺南縣、高雄縣、花蓮縣、臺東縣、澎湖縣）、9省轄市（基隆市、臺北市、新竹市、臺中市、彰化市、嘉義市、臺南市、高雄市、屏東市）。1947年行政院會議同意廢除臺灣省行政官署，另組臺灣省政府，今彰化縣當時分屬彰化市、臺中縣北斗區、臺中縣彰化區、臺中縣員林區，臺中縣政府遷至員林鎮。1950年臺灣省政府決議將行政區再次重整，將彰化區、員林區、北斗區與省轄彰化市合併為彰化縣，並廢止區署，彰化市降格為縣轄市並為彰化縣治迄今。